# Anectropis tapaishanensis
Anectropis tapaishanensis är en fjärilsart som beskrevs av Sato. Anectropis tapaishanensis ingår i släktet Anectropis och familjen mätare. Inga underarter finns listade i Catalogue of Life.